# شچپکوویتسه
شچپکوویتسه (به لهستانی:  Szczypkowice) یک روستا در لهستان است که در گمینا گوووچتسه واقع شده‌است. شچپکوویتسه ۴۹۲ نفر جمعیت دارد.